# تپه روتوند قیطول
تپه روتوند قیطول مربوط به دوران‌های تاریخی پس از اسلام است و در شهرستان هرسین، بخش بیستون، روستای قیطول واقع شده و این اثر در تاریخ ۳۰ تیر ۱۳۸۴ با شمارهٔ ثبت ۱۲۱۸۳ به‌عنوان یکی از آثار ملی ایران به ثبت رسیده است.